# Omorgus nodicollis
Omorgus nodicollis är en skalbaggsart som beskrevs av Macleay 1888. Omorgus nodicollis ingår i släktet Omorgus och familjen knotbaggar. Inga underarter finns listade i Catalogue of Life.